# Anjeza Shahini

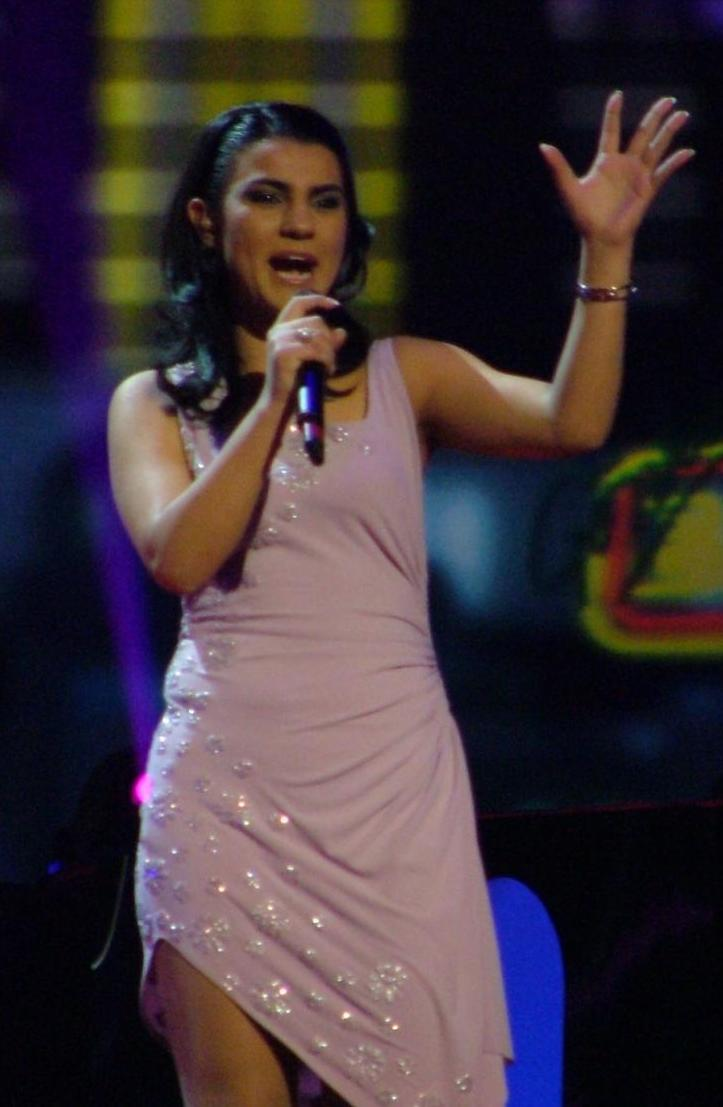
Anjeza Shahini

Anjeza Shahini (Tirana, 4 de maio de 1987) é uma cantora albanesa. Anjeza Shahini foi a representante da Albânia no Festival Eurovisão da Canção 2004, tendo conseguido passar à final com um 4º lugar na semi-final, e ficando em 7º na final.